# Needles (canción)
«Needles» —en español: «Agujas»— es la segunda canción del álbum Toxicity de la banda de Heavy Metal System of a Down, Es la continuación de la pista anterior "Prison Song". "Needles" fue escrito por Serj Tankian y Daron Malakian. La letra describe los peligros del abuso de drogas. La canción compara la adicción a las drogas con el sentimiento de tener una solitaria, es decir, cuanto más la se alimente más grande se hace, pero sin dar nada a cambio de ello.
Después del segundo coro, un riff de bajo conduce al puente, donde Malakian canta "Estoy sentado en mi habitación con una aguja en la mano, a la espera de la tumba de un viejo moribundo" (de nuevo, siguiendo el tema la adicción a las drogas). Más tarde, en la canción Tankian se une y lleva en el último estribillo con el gruñido de la muerte.

## Controversia
Aunque según el vocalista Serj Tankian en una entrevista con el productor Rick Rubin en su podcast Broken Record, el coro casi mata a la banda. Tankian dijo que tuvo un altercado tan significativo con el guitarrista Daron Malakian y el bajista Shavo Odadjian por una palabra de que una ruptura estaba en las cartas. Rubin produjo Toxicity.
“Originalmente, el coro era 'Sácame la lombriz solitaria de mi trasero'. A Daron y Shavo no les gustaba 'mi trasero'”, dijo Tankian. “Me decían, 'No, no, no, eso no suena bien, eso suena mal, eso suena vulnerable', o lo que sea. Cualquier palabra que quieras usar como adjetivo. Yo digo, "Lo que estoy tratando de decir es filosófico. Quítame esta negatividad".
“Sentí que, al parecer, la banda podría haberse roto por la letra”, agregó Rubin. “Fue tan extremo, pero habla de la pasión en la banda. Existe una verdadera pasión que es asombrosa. El hecho de que una letra, una insignificante ... una palabra y una línea posiblemente cómica sea suficiente para romper potencialmente una banda o descartar una gran canción. Esa era otra posibilidad ".

“Y todo lo que tuvimos que hacer fue cambiarlo a 'tu'. 'Saca la lombriz solitaria de tu trasero' 'Mi' se convirtió en 'tu' y luego, en la parte media, donde estoy cantando bien, 'Saca la lombriz solitaria de mí ', estaban de acuerdo con eso. Probablemente pensaste: 'Estos tipos están jodidamente locos'”, agregó Tankian.
“Creo que también es la actitud del metal versus la actitud del no metal. Para mí, me gusta mostrar vulnerabilidad en nuestra música. No me importa mostrarlo, porque creo que, como artista, eres vulnerable de cualquier manera. O lo muestras o no lo haces. Pero la actitud del metal es, 'De ninguna manera, amigo. ¡De ninguna manera, somos metal! 'Creo que eso es lo que era más que cualquier otra cosa".

## Personal
- Serj Tankian: Voz principal y teclado electrónico
- Daron Malakian: Voz secundaria y guitarra
- Shavo Odadjian: bajo
- John Dolmayan: batería y percusiones